# Peștera din Lascaux
Peștera din Lascaux (franceză Grotte de Lascaux, în occitană Bauma de Las Caus) este un complex de galerii subterane aflate în apropierea orașului Montignac, departamentul Dordogne, în sud-vestul Franței. Peste 600 de picturi rupestre decorează pereții interiori și plafoanele peșterii. Picturile reprezintă în principal animale mari, faună tipică locală și contemporană, care corespunde cu fosilele din Paleoliticul superior. Desenele sunt efortul combinat al mai multor generații și vârsta lor este estimată între 18.000 și 17.000 de ani în urmă. Lascaux a fost introdusă pe lista Patrimoniului Mondial UNESCO în 1979, ca element al siturilor preistorice și al peșterilor decorate din Valea Vézère.

## Descoperire
Peștera a fost descoperită pe 12 septembrie 1940 de către patru adolescenți: Marcel Ravidat, Jacques Marsal, Georges Agnel, și Simon Coencas, însoțiți de Robot, câinele lui Marcel. După terminarea celui de-Al Doilea Război Mondial, peștera s-a deschis publicului vizitator. Din cauza dioxidului de carbon care era emanat de cei 1200 vizitatori pe care îi primea peștera zilnic, picturile aveau de suferit și peștera a fost închisă publicului în 1963. După închiderea peșterii pentru vizitatori, picturile au fost restaurate.